# Običaj
Običaj je naziv za tradicijom utvrđeni oblik ponašanja i djelovanja pojedinca ili kolektiva u određenim prigodama unutar određene zajednice. Običaji su i izvor prava: tako razlikujemo pravne običaje (odnosno običaje koji reguliraju društvene odnose, a zakonski su im propisi svojim normama dali pravni značaj), trgovačke običaje (običaje vezane uz robnu razmjenu i trgovinu) te običajno pravo (skup običaja kojima izvor nije u nekom zakonskom propisu pa djeluju kao samostalan izvor prava i koordinirani su u zakonskom pravu). Običaji mogu biti i narodni poput sipanja perja.

## Vanjske poveznice
- Zorica Rajković: »Zašto govorimo o običajima?«, Zagreb: "Narodna umjetnost" (24), str. 15-18, 1987.
- Istrapedia.hr – Običaji, narodni
- TZ Grada Sinja: Narodni običaji